# Śri (tytuł)
Śri (dewanagari श्री, tamil. ஸ்ரீ, ang. Sri, Shri, Shree, Sree) – pan, grzecznościowy zwrot stosowany przed imieniem męskim we współczesnych Indiach. Jego żeńską forma, odpowiednik pani, to tytuł Śrimati (श्रीमती), często jednak nie jest stosowany wobec kobiet posiadających status świętej lub mistrza duchowego (pozostawiane jest Śri). W kontekstach religijnych możliwe jest też tłumaczenie tytułu Śri jako święty, szczególnie gdy dwukrotnie lub trzykrotnie jest powtórzony w imieniu duchowym guru.
Zwielokrotnianie Śri do 108 i 1008 powtórzeń (święte liczby hinduizmu) jest używane najczęściej wobec osób funkcyjnych akhary lub sampradai. Często tytułuje się tak świętego, który praktykował swoją sadhanę w danym miejscu, a w konsekwencji założył aśram.
Tytuł ten jest również nadawany:
- imionom bóstw indyjskich – jako prefiks – np. Śrikryszna (श्रीकृष्ण), Śriganeśa (श्रीगणेश).
- miejscom kultu
- tekstom uważanym za święte – np. Śri Bhagawadgita
- instytucjom religijnym i edukacyjnym.

Jest też użyty w nazwie współczesnego odznaczenia indyjskiego Padma Śri.

## Przykłady zastosowań w imionach hinduistycznych guru

### Lokalizacja zewnętrzna
- Śri Akkalkot Maharadż
- Śri Jukteśwar Giri
- Śri Chinmoy
- Sri Bharati Tirtha(inne języki) Swaminah
- Śri Baba Mastnath Dźi

### Lokalizacja wewnętrzna
- Sant Sri Asaramji Bapu(inne języki)
- Shripad Shri Vallabha(inne języki)
- H.H. Jagadguru Shankaracharya Shri Chandrashekarendra Saraswati Paramacharya Swamigal(inne języki)
- Malladihalli Sri Raghavendra Swamiji(inne języki)
- Anantśri Swami Akahandananddźi Saraswati(inne języki)
- Śrimat Swami Śri Jukteśwar Giri Maharadź[2]
- Mahamuni Aćarja Śri Kaljandasdźi Maharadź Udasin
- H.H. Aćarja Mahamandeleśwar Jug Purusz Śri Swami Parmanand Dźi Giri Maharadź

### Lokalizacja końcowa jako Maharadźśri
- Krishnapranami Nijanandacharya Shri 108 Krishnamani Maharajśri
- Śri 108 Nidźanandaćarja Krysznamani Maharadżśri
- H.H. Goswami Śri 108 Śri Rameś Kumardźi Maharadżśri
- H.H. Goswami Śri 108 Śri Mathureśwardźi Maharadżśri Śri Gowerdhannathdźi

### Podwajanie
- Śri Śri Śiwakumara Swamidźi – czyli Sree Sree Shivakumara Swamiji
- Śri Śri Rawi Śankar – czyli Sri Sri Ravi Shankar(inne języki)
- Śri Śri Anandamurti – czyli Prabhat Ranjan Sarkar
- Śri Śri Śjama Ćaran Lahiri Mahaśaja z Benaresu[2]

### Potrajanie
- Śri Śri Śri 1008 Mahamandaleśwar Swami Alakhgiridźi Maharadź

### Zwielokrotnianie 108 razy
- Śri 108 Prabhu Jogeśwar Pandit Ram Lal Dźi
- Śri 108 Śri Dandi Swami Ji Krishnanand Saraswati
- Śri Śri 108 Awadhutanand Saraswati Dźi Maharadż
- Śri Śri 108 Śri Baba Manohar Das Aghori
- Saint Śri 108 Śri Mangaldasdźi Maharadż

### Zwielokrotnianie 1008 razy
- Śri 1008 Naga Swami Hari Śankar Giridźi Maharadż
- Śri 1008 Dandi Swami Nigam Bodh Dźi Tirath
- Śri 1008 Mahamandaleśwar Swami Anand Ćhaitanja Saraswatidźi Maharadż
- Śri Śri 1008 Bum Bum Baba Kauleśwar Prakaśanand Tirth Dźi
- Śri Śri 1008 Kaula Awadhut Satjendranand Saraswati Dźi Guru Maharadż
- Śri Śri 1008 Kapalik Mahakal Bhairawanand Saraswati Dźi Guru Maharadż
- Śri 1008 Śri Pradhjumna Thirtharu – Sagarakatte(inne języki)
- Mahant Śri 1008 Śri Ganga Bhartidźi Maharadź – Bagra
- Śri Goloka Dhama Pithadhiśwara Sadh Gurudewa Dharmaratna Śri 1008 Swami Gopala Śarana Dewaćarja Dźi Maharadża

### Pomijanie (mniej oficjalne)
- Śri Siddharameshwar Maharaj(inne języki)
- Śri Ramakryszna Paramahansa.

### Stosowanie wobec kobiet
- Śri Ma (Śri Ma)
- Śri Anandamaji Ma
- Śri Ma Sarada Dewi (Sarada Devi(inne języki)) – towarzyszka Paramahansy Ramakryszny

## Hinduistyczne tytuły o zbliżonym znaczeniu
- Dźi (tytuł)
- Nath (tytuł)
- Babu (tytuł)
- Bapu (tytuł)